# Лук псебайский
Лук псебайский (лат. Allium psebaicum; от города Псебай) — вид травянистых растений рода Лук (Allium) семейства Амариллисовые (Amaryllidaceae).

## Распространение и экология
Северный Кавказ, Скалистый хребет, в бассейне реки Лаба. Обитает на сухих, покрытых кустарниками, склонах.

## Ботаническое описание
Луковицы продолговато-яйцевидные, скученные, чешуи кожистые, коричнево-бурые. Стрелки прямые, в период бутонизации кольцеобразно изогнутые, гладкие, как и листья, с сизым налётом, в нижней четверти облиственные. Листья линейно-нитевидные, вальковатые, бороздчатые.
Чехол из двух частей, в основании несколько расширенных, с носиками, носик более длинной части превышает зонтик. Зонтик шаровидный; цветоножки 3—7 мм длиной, равные по длине цветкам или в 1,5 раза их превышающие. Околоцветник розовый, шаровидно-колокольчатый, листочки его мелкие, вогнутые, яйцевидные или широкояйцевидные с отогнутым заострением, наружные — 3 мм длиной, 2 мм шириной, внутренние — 4 мм длиной, 3 мм шириной. Тычиночные нити розовые, 5—6 мм длиной, вдвое длиннее околоцветника. Пыльники жёлтые.